# Nilometro di Roda
Il nilometro di Roda è il nilometro del Cairo, ubicato sulla sponda meridionale dell'isola di Roda. I nilometri erano strutture architettoniche utilizzate per misurare l'altezza delle piene del Nilo prima della costruzione della diga di Assuan. L'attuale costruzione in pietra del Roda risale all'861 ed è il monumento islamico più antico d'Egitto dopo la Moschea di Amr ibn al-As. Il nilometro si trova nel sito del palazzo del Ministerli adiacente al Museo di Umm Kulthum.

## Galleria d'immagini

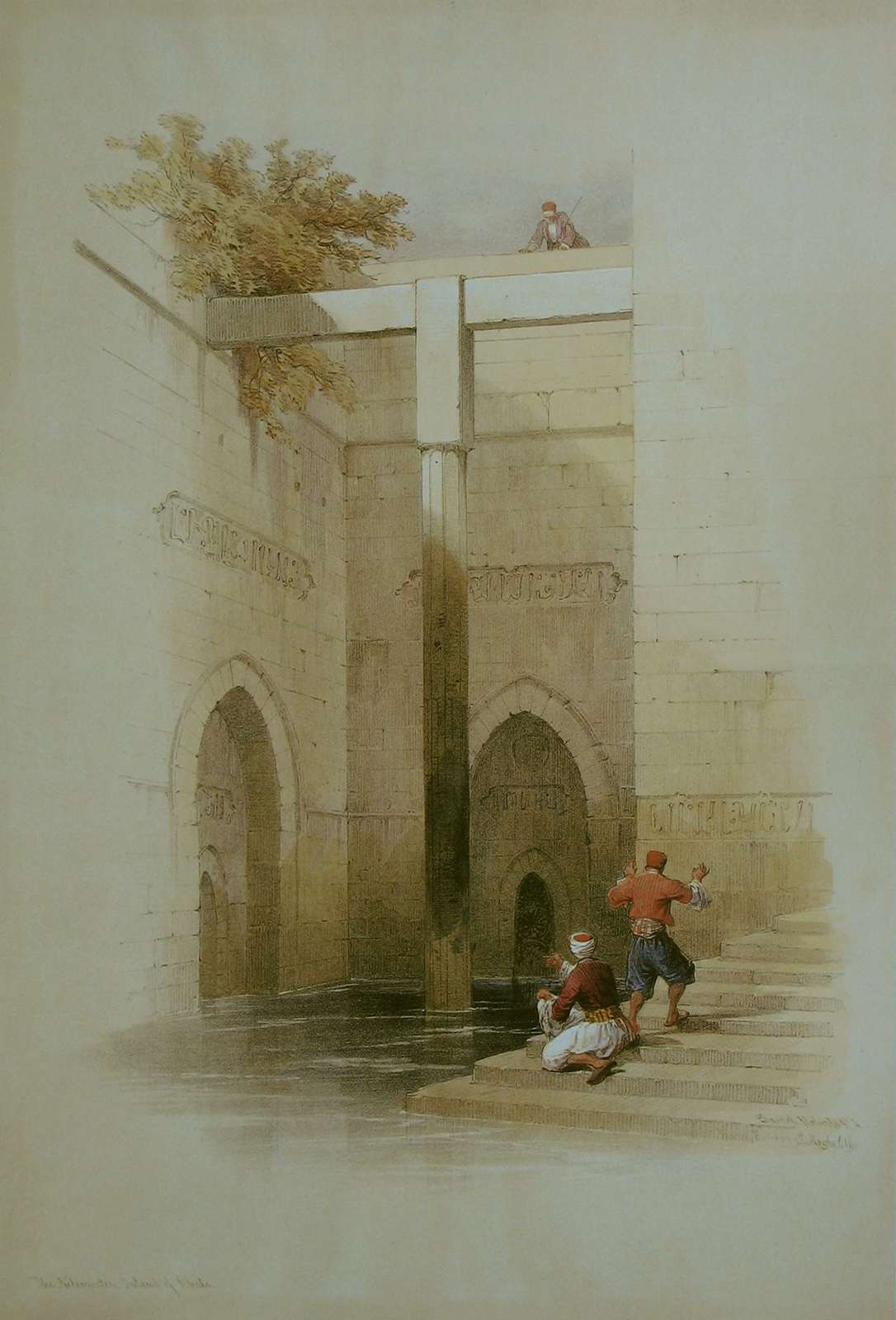
Litografia del nilometro di Roda di David Roberts, 1840
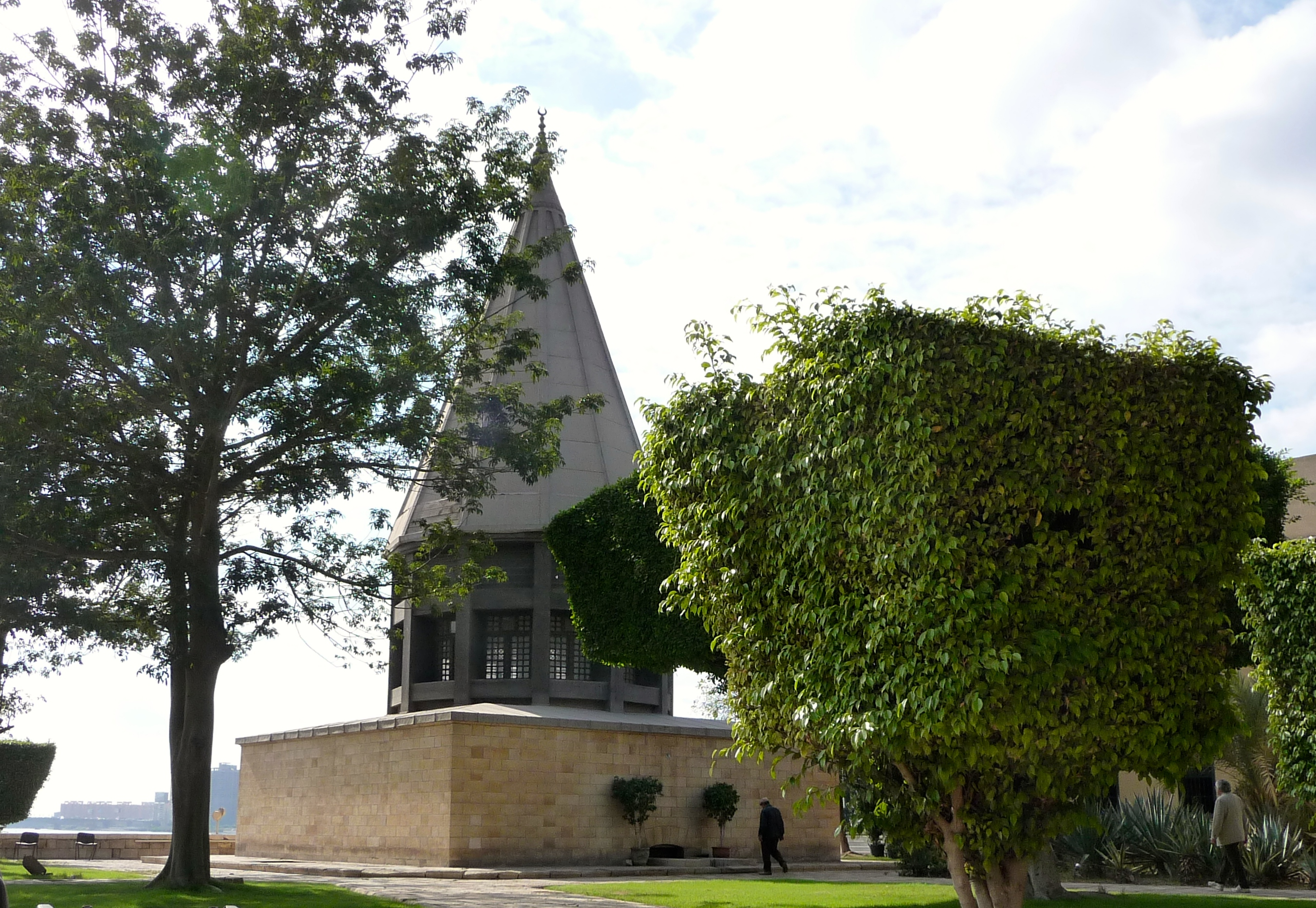
La cupola in legno del nilometro di Roda al Cairo
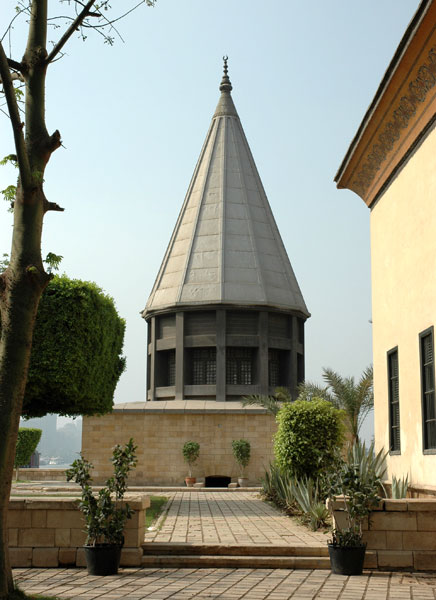
Ingresso esterno del nilometro di Roda con la cupola lignea
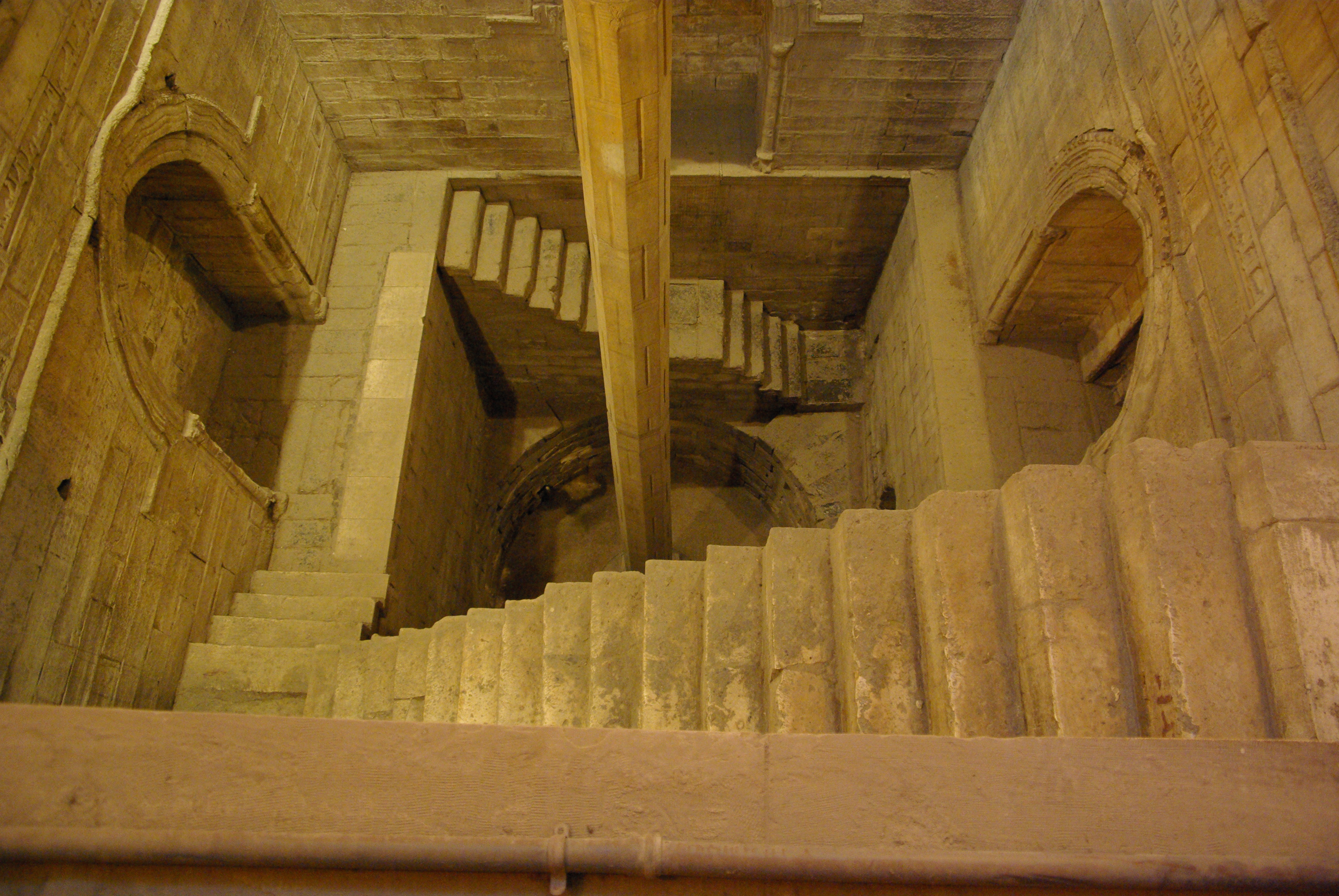
Scalinata interna del nilometro
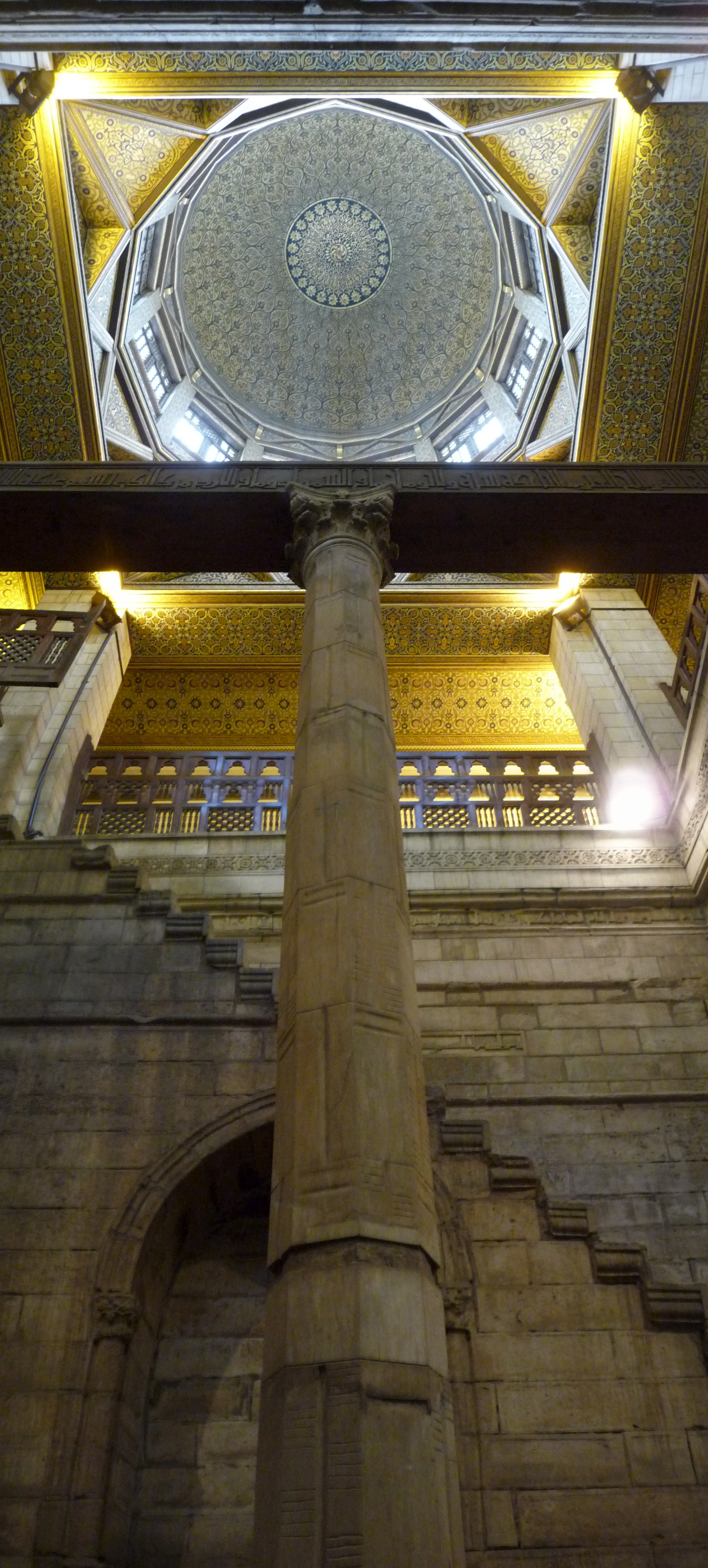
Interno del nilometro con asta in pietra e soffitto decorato